# 大村恵実
大村 恵実（おおむら えみ、1976年9月2日 - ）は日本の弁護士、ニューヨーク州弁護士。

## 来歴
中学生の時に裁判傍聴をする宿題を課されて初めて刑事法廷に行き､「弁護士ってかっこいい」と感じ、弁護士を目指す。女子学院高等学校から東京大学文科一類に入学。大学2年次には「法と社会と人権」のゼミで「慰安婦」の話を聞くため、韓国へ渡韓した。東京大学法学部卒業。2002年10月 弁護士登録（東京弁護士会）。2005年からニューヨーク大学・ロースクールで国際法を専攻。2006年 修士号（LL.M）を修得。2007年 ニューヨーク州弁護士登録。2010年9月 国際労働機関（ILO）国際労働基準局（ジュネーブ本部）アソシエイト・エキスパート。2014年1月 日本弁護士連合会国際室長。同年9月 （株）デジタルガレージ社外取締役。2021年4月よりCLS日比谷東京法律事務所カウンセル。